# Marzi (bande dessinée)
Marzi (prononciation : [maʒi]) est une série de bande dessinée autobiographique publiée aux éditions Dupuis scénarisée par Marzena Sowa et dessinée par Sylvain Savoia.
Prépubliée dans le Journal de Spirou sous forme de mini-feuilletons de quelques pages, Marzi a bénéficié d'une réédition intégrale dans un format différent (bichromie, pages « carrées » au lieu du format A4 habituel en bande dessinée franco-belge), dans le but d'attirer un lectorat différent, plus adulte que celui de Spirou.
Le format narratif de Marzi peut s'apparenter à une séance de projection de diapositives. Les cases sont disposées en « gaufrier » (6 cases de même taille par page), et chacune d'elles est commentée par un texte narratif de l'auteur tel qu'elle aurait pu l'exprimer à l'époque où se déroule l'action. Les personnages s'expriment cependant dans les cases comme ils le feraient dans une bande dessinée classique. 
La présence du texte narratif contribue à installer le lecteur dans une ambiance teintée de nostalgie, ambiance exacerbée par la bichromie utilisée dans l'édition intégrale, l'édition classique étant quant à elle imprimée en quadrichromie.

## Scénario
Cette série de bande-dessinées nous fait découvrir le quotidien d'une petite fille, Marzi, et de sa famille, dans la Pologne communiste des années 1980. Son histoire se confond avec l'accession au pouvoir du général Wojciech Jaruzelski, la création de Solidarność et la chute du Mur de Berlin. On y découvre un quotidien à la fois proche et éloigné des fantasmes occidentaux : si les pénuries de nourritures et les tickets de rationnement sont dépeints aussi fidèlement qu'on peut le faire avec ses souvenirs d'enfance, on découvre aussi une vie aussi insouciante que pourrait l'être celle de n'importe quelle petite fille.

## Personnages
- Marzi : son vrai nom est Marzena Sowa, c'est le personnage principal de la série. On la rencontre petite fille (7 ans environ) et on la quitte peu avant son adolescence. Le point de vue qu'elle offre sur la Pologne de Lech Wałęsa grandit donc en même temps qu'elle.
- Mère de Marzi : grosse femme aux cheveux gris, un peu sévère et catholique fervente.
- Père de Marzi : ouvrier au corps svelte (Marzi tient de lui). Il est moins sévère que sa femme.
- Le reste de la famille : vivent à la campagne sauf une tante lointaine qui réside en France.
- Les voisins, les camarades de classe, les commerçants... apparaissent souvent dans la série.

## Albums

### Éditions originales
1. Petite Carpe, 2005  (ISBN 9782800137209)  (ISBN 9782800153179)
2. Sur la terre comme au ciel, 2006  (ISBN 9782800138084)
3. Rezystor, 2007  (ISBN 9782800139203)
4. Le Bruit des villes, 2008  (ISBN 9782800140841)
5. Pas de liberté sans solidarité, 2009  (ISBN 9782800144672)
6. Tout va mieux..., 2011  (ISBN 9782800149202)
7. Nouvelle vague, 2017  (ISBN 9782800153360)

### Intégrales
Ces éditions sont recolorées dans une palette différente.
1. La Pologne vue par les yeux d'une enfant, tomes 1–2–3, 2008  (ISBN 9782800142203)
2. 1989..., tomes 4–5, 2009  (ISBN 9782800144788)
3. Nouveau souffle, tomes 6–7, 2017  (ISBN 9782800167398)

### Intégrales Air Libre
1. Une enfance polonaise (1984-1989), tomes 1–2–3–4, 2019  (ISBN 9791034742813)
2. Une enfance polonaise (1989-1996), tomes 5–6–7, 2022  (ISBN 9791034742820)